# Valguta (Elva)
Valguta est une localité de la commune d'Elva, en Estonie. 
Au 31 décembre 2011, il compte 149 habitants.